# Zelotes musapi
Zelotes musapi este o specie de păianjeni din genul Zelotes, familia Gnaphosidae, descrisă de Fitzpatrick în anul 2007.
Este endemică în Zimbabwe. Conform Catalogue of Life specia Zelotes musapi nu are subspecii cunoscute.